# ファイク・ボルキア
ファイク・ジェフリ・ボルキア（マレー語: Faiq Jefri Bolkiah、1998年5月9日 - ）は、ブルネイのサッカー選手。ブルネイ代表主将。ポジションはMFもしくはFW。ブルネイ国王のハサナル・ボルキアの甥としても知られる。世界的に裕福な家系に生まれ、選手としての実績は無名であるが、世界一資産の多いサッカー選手である(2兆1390億円)。

## クラブ歴
2009年、AFCニューベリーの下部組織に在籍した時に、1年契約でサウサンプトンFCのアカデミーに移籍。その後、レディングFC、アーセナルFCの下部組織にも在籍した。アーセナルでは2013 ライオンシティカップに出場しSCコリンチャンス・パウリスタ、アイントラハト・フランクフルト、PSVアイントホーフェン、シンガポール国立フットボールアカデミーと対戦、シンガポール国立フットボールアカデミーから1得点を奪い、2-1の勝利に貢献した。2014年に2年契約でチェルシーFCに移籍した。2016年夏に契約満了であったが、2015年12月に退団しストーク・シティFCのトライアルに参加した。2016年3月に3年のプロ契約でレスター・シティFCに移籍した。当初はU-18チームの所属であったが、2016年7月にU-23チームに昇格。
2020年9月23日、プリメイラ・リーガのCSマリティモへ完全移籍。

## 代表歴
アメリカ合衆国ロサンゼルスの生まれであるため、アメリカ合衆国代表として出場する権利も持ち合わせており、ユース年代ではアメリカ合衆国代表からもスカウトされた。しかし彼はブルネイ代表を選択し、U-19、U-23のレベルで出場した。2015年東南アジア競技大会のメンバーにもなった。同大会では東ティモール代表から得点を奪ったものの、1-2で敗北した。
2016 AFFスズキカップ予選でA代表のメンバーにも選出されたため、2016年10月15日の東ティモール代表戦では代表初出場も期待された。この試合で彼はスターティングメンバーに名を連ねて代表初出場、フル出場を果たし2-1の勝利に貢献した。21日のラオス代表戦でPKを決めて代表初得点となった。その後、AFCソリダリティーカップでは18歳にして同国代表の主将に就任、決勝トーナメントから出場した。

## 個人
父親はブルネイの元財務大臣ジェフリ・ボルキアで、叔父はブルネイ国王のハサナル・ボルキアである。ロサンゼルスで生まれたため、アメリカ合衆国籍も保有している。英国のブラッドフィールド・カレッジに在籍した。

## 個人成績
2016年11月10日現在
代表での得点一覧
| #  | 日附           | 場所                      | 対戦相手 | 得点 | 結果 | 大会                     |
| -- | -------------- | ------------------------- | -------- | ---- | ---- | ------------------------ |
| 1. | 2016年10月21日 | プノンペン・RSNスタジアム | ラオス   | 2–3  | 3–4  | 2016 AFFスズキカップ予選 |

| ブルネイ代表 | ブルネイ代表 | ブルネイ代表 |
| 年           | 出場         | 得点         |
| ------------ | ------------ | ------------ |
| 2016         | 5            | 1            |
| 2018         | 1            | 0            |
| 計           | 6            | 1            |